# 나카쓰촌 (와카야마현)
나카쓰촌(中津村)은 와카야마현 중부에 위치했던 촌이다.
2005년 5월 1일에 가와베정, 미야마촌과 합병해 히다카가와정이 되었다.

## 역사
고대는 기이 국 히다카 군 시미즈 향에 속했다.헤이안 시대 중기에 52개 마을을 포섭하는 광대한 강 상장의 일부가 되었다.에도 시대에 가와카미소(川上所)가 폐단되어 조가 성립하였고, 이 지역은 나카야마나카초가 되었다. 1997년 봄에는 히다카 고교 나카쓰 분교가 고시엔에 처음 출전하고 있다.
- 1956년 8월 1일 - 2개의 촌이 합병해 성립하였다.
- 2005년 5월 1일 - 가와베정, 미야마촌과 합병해 히다카가와정이 성립하였다. 동일 나카쓰촌은 폐지되었다.

## 교통

### 도로
- 와카야마 현도 25호선
- 와카야마 현도 26호선
- 와카야마 현도 193호선
- 와카야마 현도 196호선